# Khorasan Sud
La província de Khorasan del Sud (persa: استان خراسان جنوبی, Ostān-e Khorāsān-e Jonūbī) és una de les 31 províncies de l'Iran ocupa una superfície de 151.913 km² iestà situada a l'est del país. El 2005 tenia 636.420 habitants. La capital provincial és la ciutat de Birjand. Altres ciutats importants són Ferdows, Tabas i Qaen. Està a la Regió 5 iraniana.
Aquesta nova província és l'antiga Quhistan la qual estava inclosa dins el Gran Khorasan. Tanmateix el Quhistan històric forma una entitat separada amb cultura, història i ecologia diferenciada.
El Khorasan Sud és una de les tres províncies creades a partir de la divisió de la província de Khorasan el 2004.
Khorasan del Sud conté 11 comtats administratius: l de Birjand, el de Ferdows, el de Tabas, Qaen, Nehbandan, Darmian, Sarbisheh, Boshruyeh, Sarayan, Zirkouh i el de Khusf.

## Grups ètnics de Khorasan del Sud

Mapa dels comtats de Khorasan del Sud.

El principal grup ètnic és el dels perses.